# Condado de Pierce (Wisconsin)
O Condado de Pierce é um dos 72 condados do Estado americano do Wisconsin. A sede do condado é Ellsworth, e sua maior cidade é River Falls. O condado possui uma área de 1 532 km² (dos quais 39 km² estão cobertos por água), uma população de 36 804 habitantes, e uma densidade populacional de 25 hab/km² (segundo o censo nacional de 2000). O condado foi fundado em 1853.